# Ouled Dahmane
Ouled Dahmane là một đô thị thuộc tỉnh Bordj Bou Arréridj, Algérie. Dân số thời điểm năm 2002 là 14.777 người.